# Liste der Biografien/Garz
Liste der Biografien |
Portal Biografien |
Personensuche
# |
A |
B |
C |
D |
E |
F |
G |
H |
I |
J |
K |
L |
M |
N |
O |
P |
Q |
R |
S |
T |
U |
V |
W |
X |
Y |
Z |
?
 
Ga |
Gb |
Gc |
Gd |
Ge |
Gf |
Gh |
Gi |
Gj |
Gk |
Gl |
Gm |
Gn |
Go |
Gp |
Gq |
Gr |
Gs |
Gu |
Gv |
Gw |
Gy |
Gz
 
Gaa |
Gab |
Gac |
Gad |
Gae |
Gaf |
Gag |
Gah |
Gai |
Gaj |
Gak |
Gal |
Gam |
Gan |
Gao |
Gap |
Gaq |
Gar |
Gas |
Gat |
Gau |
Gav |
Gaw |
Gax |
Gay |
Gaz
 
Gara |
Garb |
Garc |
Gard |
Gare |
Garf |
Garg |
Garh |
Gari |
Gark |
Garl |
Garm |
Garn |
Garo |
Garp |
Garr |
Gars |
Gart |
Garu |
Garv |
Garw |
Gary |
Garz
Die Liste der Biografien führt alle Personen auf, die in der deutschsprachigen Wikipedia einen Artikel haben. Dieses ist eine Teilliste mit 55 Einträgen von Personen, deren Namen mit den Buchstaben „Garz“ beginnt.

## Garz
- Garz, Carl (1890–1955), deutscher Politiker (CDU), MdV
- Garz, Detlef (* 1949), deutscher Sozial- und Erziehungswissenschaftler
- Garz, Joachim (1930–2016), deutscher Agrarwissenschaftler

### Garza
- Garza Barroso, Ana Lucía de la, mexikanische Medizinerin, Epidemiologin, Gesundheitsbeamtin
- Garza Gutiérrez, Francisco (1904–1965), mexikanischer Fußballspieler
- Garza Gutiérrez, Rafael (1896–1974), mexikanischer Fußballspieler und -trainer
- Garza Limón, Cecilio (* 1952), mexikanischer Botschafter
- Garza Madero, José Manuel (* 1952), mexikanischer Geistlicher und römisch-katholischer Weihbischof in Monterrey
- Garza Miranda, César (* 1971), mexikanischer Ordensgeistlicher und römisch-katholischer Weihbischof in Monterrey
- Garza Pérez, David (* 1988), mexikanischer Autorennfahrer
- Garza Sada, Eugenio (1892–1973), mexikanischer Unternehmer
- Garza Treviño, Alonso Gerardo (* 1947), mexikanischer Geistlicher, emeritierter römisch-katholischer Bischof von Piedras Negras
- Garza Zambrano, Santiago de los Santos (1837–1907), mexikanischer Geistlicher, römisch-katholischer Erzbischof von Linares o Nuevo León
- Garza, Alicia (* 1981), US-amerikanische schwarze Aktivistin und Redaktionsschreiberin
- Garza, Angel (* 1992), mexikanischer WrestlerAngel Garza (* 1992)

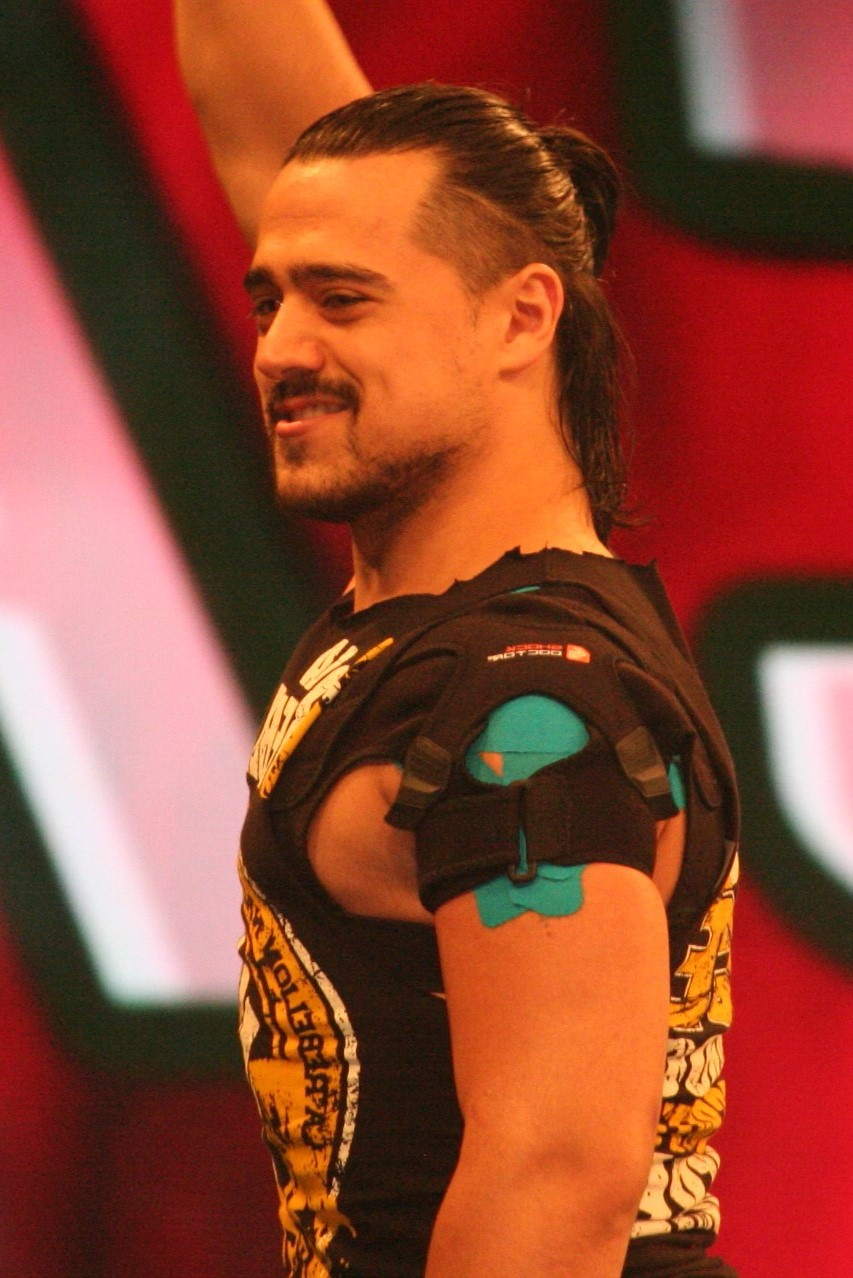
Angel Garza (* 1992)

- Garza, César (* 2005), mexikanischer Fußballspieler
- Garza, Daniel (* 1985), mexikanischer Tennisspieler
- Garza, Dinora (* 1988), mexikanische Fußballspielerin
- Garza, Eva (1917–1966), mexikanische Sängerin
- Garza, Greg (* 1991), US-amerikanischer Fußballspieler
- Garza, Ignacio de la (* 1905), mexikanischer Fußballtorwart
- Garza, Jaime (* 1959), US-amerikanischer Boxer
- Garza, Jessica (* 2000), US-amerikanische Schauspielerin
- Garza, Juan Manuel (* 1983), mexikanischer Fußballspieler
- Garza, Loreto (* 1963), US-amerikanischer Boxer im Halbweltergewicht
- Garza, Luka (* 1998), US-amerikanisch-bosnischer BasketballspielerLuka Garza (* 1998)

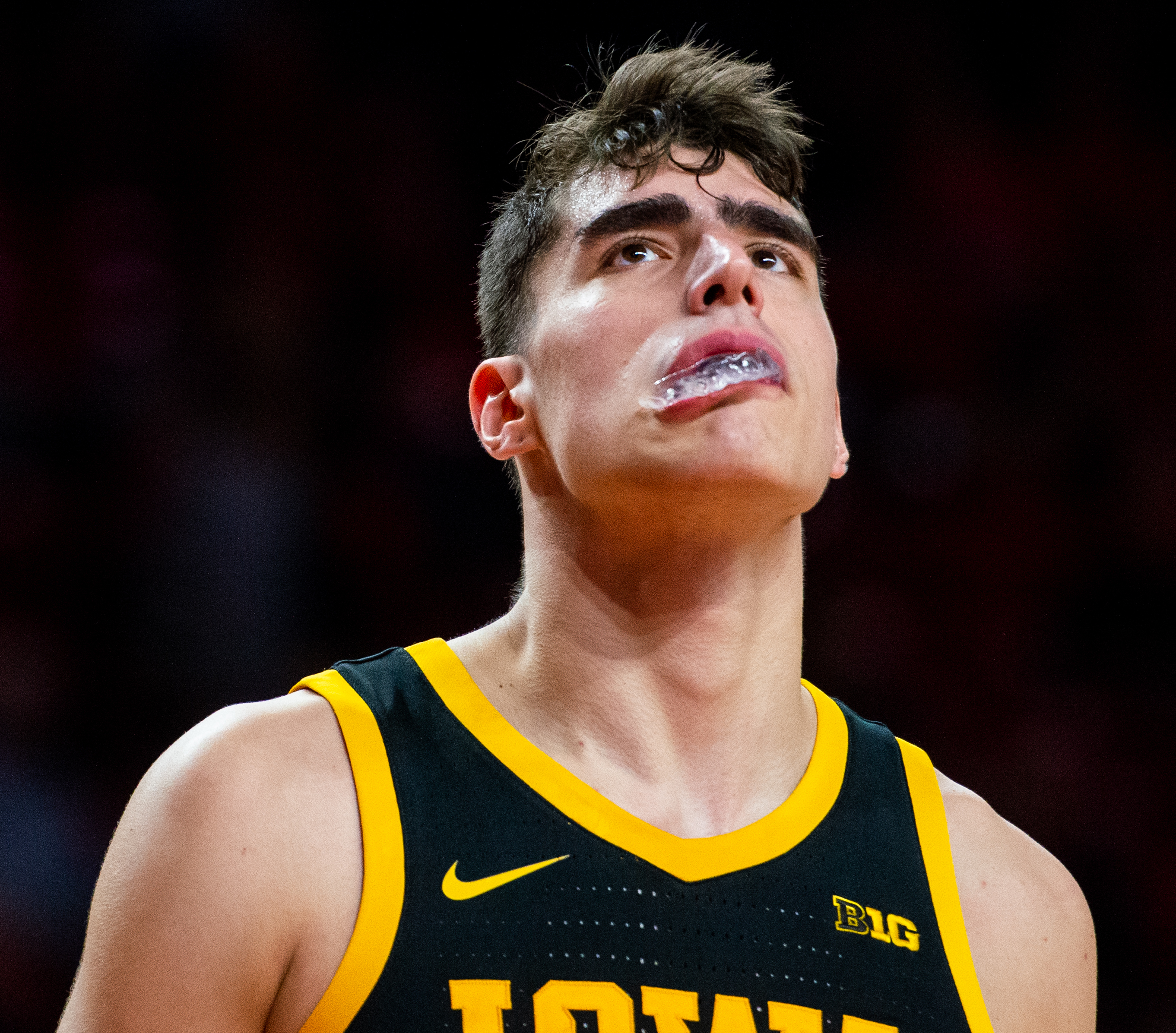
Luka Garza (* 1998)

- Garza, Manuel (1980–2015), US-amerikanischer Mörder
- Garza, Matt (* 1983), US-amerikanischer Baseballspieler
- Garza, Michael (* 2001), US-amerikanischer Schauspieler
- Garza, Natalie (* 1982), US-amerikanische Schauspielerin
- Garza, Néstor (* 1976), mexikanischer Boxer im Superbantamgewicht
- Garza, Nicole (* 1982), US-amerikanische Schauspielerin
- Garza, Rob (* 1970), US-amerikanischer Musiker
- Garza, Roberto (* 1979), US-amerikanischer American-Football-Spieler
- Garza, Rodrigo (* 1979), spanischer Hockeyspieler
- Garzaner, Günther Maria (1951–2015), österreichischer Schriftsteller
- Garzarolli-Thurnlackh, Karl (1894–1964), österreichischer Kunsthistoriker

### Garze
- Garzelli, Enrico (1909–1992), italienischer Ruderer
- Garzelli, Stefano (* 1973), italienischer Radsportler und Sportlicher LeiterStefano Garzelli (* 1973)

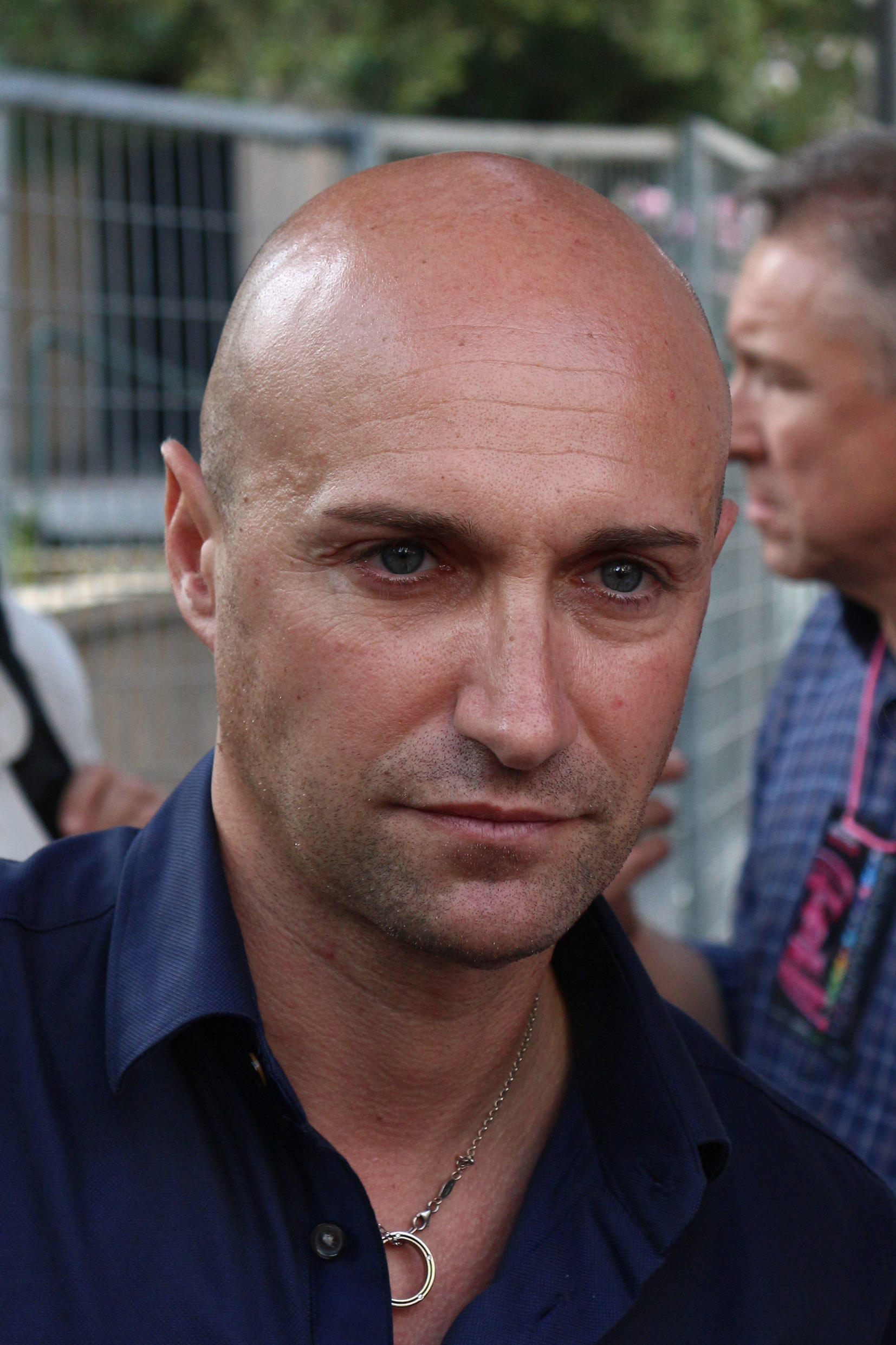
Stefano Garzelli (* 1973)

- Garzes, Martin (1526–1601), Großmeister des Malteserordens

### Garzi
- Garzia, Pierfrancesco (* 1987), italienischer Poolbillard- und Snookerspieler
- Garziera, Gastone (* 1942), italienischer Informatiker

### Garzm
- Garzmann, Manfred R. W. (* 1941), deutscher Historiker und Archivar

### Garzo
- Garzón Caballero, Geandry (* 1983), kubanischer Ringer
- Garzón Valdés, Ernesto (1927–2023), argentinischer Diplomat und Rechtsphilosoph
- Garzón, Alberto (* 1985), spanischer Wirtschaftswissenschaftler, Politiker, Minister und Autor
- Garzón, Angelino (* 1946), kolumbianischer Politiker
- Garzón, Baltasar (* 1955), spanischer Untersuchungsrichter
- Garzón, José Luis (1946–2017), spanischer Fußballspieler
- Garzón, Luis Eduardo (* 1951), kolumbianischer Politiker und Bürgermeister von Bogotá
- Garzone, George (* 1950), US-amerikanischer Jazz-Saxophonist (Tenor- und Sopransaxophon) und Musikpädagoge
- Garzoni, Giovanna (1600–1670), italienische Malerin
- Garzoni, Giovanni (1419–1505), italienischer Humanist, Rhetoriker und Lehrer
- Garzoni, Maurizio († 1790), italienischer Dominikaner und Missionar

### Garzy
- Garzya, Antonio (1927–2012), italienischer Gräzist und Byzantinist